# Новоселиця (Коростенський район)
Новосе́лиця (до 7 червня 1946 року Ру́дня Ялці́вська) —  село в Коростенському районі Житомирської області України. Входить до складу.Малинської міської громади. Населення на 2019 рік становило 124 особи. Біля села проходить міжнародний автошлях М-07, у народі знаний як «Варшавка». За 4 км знаходиться залізнична станція Ірша Південно-Західної залізниці.
Історичною датою утворення вважається 1573 рік. Здавна відоме як поселення, біля якого видобували болотну руду, про що сама за себе свідчить стара назва села.
|                                                           |
| Новоселиця (Ялцівська Рудня) на російській мапі 1868 року |

1887 року налічувалось 88 мешканців, 1989 року — 162.

## Населення

### Мова
Розподіл населення за рідною мовою за даними перепису 2001 року:
| Мова       | Кількість | Відсоток |
| ---------- | --------- | -------- |
| українська | 130       | 97.02%   |
| російська  | 4         | 2.98%    |
| Усього     | 134       | 100%     |

## Уродженці
- Андрійчук В'ячеслав Вікторович (1980—2022) — молодший сержант Збройних Сил України, учасник російсько-української війни, що загинув у ході російського вторгнення в Україну в 2022 році.

## Мапи
- Новоселиця на російській військовій мапі 1873 року (11 Мб)
- Новоселиця на австро-угорській військовій *Generalkarte von Mitteleuropa* (велике розширення) 1:300000 (1875)(16.4 Мб)
- Новоселиця на *Спец.Карте Европейской Россіи* (велике розширення) 1:420000 (1903) (23,5 Мб)
- Новоселиця на австро-угорській військовій *Generalkarte von Mitteleuropa* 1:200000 (1910) (2.5 Мб)
- Новоселиця на австро-угорській військовій *Operationskarte* 1:400000 (1912) (12.6 Мб)[недоступне посилання з квітня 2019]
- Новоселиця на Germany Military Topographical Maps (велике розширення) 1:126000 (1915) (22,4 Мб)[недоступне посилання з червня 2019]
- Новоселиця на *Спец.Карте Европейской Россіи* (велике розширення) 1:420000 (1917) (11 Мб)
- Новоселиця на польській мапі *Wojskowy Instytut Geograficzny* (велике розширення) 1:300000 (1930) (14.7 Мб)
- Новоселиця на мапі *Управления военных топографов* (велике розширення)1:200000 (1932) (17,2 Мб)
- Новоселиця на RGermany Military Topographical Maps 1:100000 (1943) (1,25 Мб)
- Новоселиця на  Germany Military Topographical Maps 1:50000 (1943) (1,08 Мб)
- Новоселиця на *U.S. Army Map Service,1954* 1:250000 (7.1 Мб)
- Новоселиця на радянській військовій мапі Генштабу «M-35-12. Малин» 1:200000 (1980) (3.7 Мб)
- Новоселиця на радянській військовій мапі Генштабу «M-35-2. Житомир» 1:500000 (1984) (6.9 Мб)
- Новоселиця на радянській військовій мапі Генштабу «M-35-47. Малин» 1989 року (1.7 Мб)
- Новоселиця на мапі 1:100000, приблизно 2006 року (1,69 Мб)
- Новоселиця на мапі 1:200000, приблизно 2006 року (9,98 Мб)
- Новоселиця на супутниковому знімку (2,03 Мб)
- Новоселиця на мапі Малинського району (1 Мб)
- Новоселиця на докладній карті автомобільних доріг Київської області (556 Кб) [Архівовано 25 листопада 2010 у Wayback Machine.]